# Commission nationale de l'admission exceptionnelle au séjour
La commission nationale de l'admission exceptionnelle au séjour est composée des membres suivants, nommés par arrêté du ministre chargé de l'immigration pour un mandat de deux ans renouvelable (article R313-33 CESEDA) :
- deux personnalités qualifiées[C'est-à-dire ?], dont l'une préside la commission ;
- deux représentants d'associations reconnues pour leur action en faveur de l'accueil et de l'intégration des étrangers en France  ;
- un député ;
- un sénateur ;
- un maire désigné par l'Association des maires de France ;
- deux représentants du ministre chargé de l'immigration ;
- un représentant du ministre de l'intérieur ;
- un représentant du ministre des affaires étrangères.

## Attributions
La commission (article L313-14 CESEDA) :
- exprime un avis sur les critères d'admission exceptionnelle au séjour des étrangers ne vivant pas en état de polygamie dont l'admission au séjour répond à des considérations humanitaires ou se justifie au regard des motifs exceptionnels qu'ils font valoir ;
- présente chaque année un rapport évaluant les conditions d'application en France de l'admission exceptionnelle au séjour.

## Suppression
Dans le cadre du « choc de simplification », la commission a été supprimée par décret no 2014-132 du 17 février 2014 portant « suppression de commissions administratives à caractère consultatif » publié au journal officiel no 41 du 18 février 2014 (voir le décret sur le site Legifrance).